# Объединённый конвент Золотого Берега
Объединённый конвент Золотого Берега (англ. United Gold Coast Convention, UGCC) — историческая политическая партия в британской колонии Золотой Берег (ныне — Гана), действовавшая в 1949—1951 годах. Ставила своей целью достижение независимости Золотого Берега.

## История
Партия была основана юристом Джозефом Данквой в 1946 году. В 1947 в Гану вернулся Кваме Нкрума, занявший пост Генерального секретаря партии. Ключевые фигуры в партии в тот момент составляли так называемую «Большую шестерку» (The Big Six): Эбенезер Ако-Аджеи, Эдвард Акуфо-Аддо, Джозеф Данква, Кваме Нкрума, Эммануэль Обецеби-Лампти, Уильям Офори Атта. Партия выступала с требованием предоставления стране независимости «в возможно кратчайший срок».
Нкрума был лидером более радикального крыла партии, Данква — более умеренного. В 1948 году в связи с идеологическими расхождениями и различием в оценках ситуации в стране, Нкрума и его сторонники вышли из Объединенного конвента и в следующем году учредили Народную партию конвента. Из «Большой шестерки» Нкруму также поддержал Эбенезер Ако-Аджеи.
В 1951 году Объединенный конвент принял участие в первых проходивших на Золотом Береге выборах в Законодательную Ассамблею. По итогам выборов партия получила всего 2 депутатских кресла из 38, в то время как Народная партия конвента — 34. После неудачного участия в выборах Объединенный конвент принял решение о прекращении деятельности. Бывшие его члены перешли в созданную в следующем году Партию конгресса Ганы (Ghana Congress Party), трансформировавшуюся в дальнейшем в Объединенную партию.